# Kid Chocolate
Eligio Sardiñas Montalvo (6 de enero de 1910 – 8 de agosto de 1988). Por todos conocido como Kid Chocolate, nació en la calle Santa Catalina número seis, en el popular barrio de El Cerro, Ciudad de La Habana, Cuba, el 28 de octubre de 1910. Fue el boxeador cubano de más fama internacional en todos los tiempos, ganó 136 de sus combates, de ellos 51 por nocaut y perdió 10 combates. Fue uno de los primeros boxeadores que en serio estudiaron las películas de otros luchadores famosos e integraron sus movimientos como las peleas entre Jack Johnson-Jim Jeffries; Joe Gans-Battling Nelson; y Benny Leonard-Lew Tendler.

## Carrera deportiva
Su debut como boxeador profesional, oficialmente, ocurrió el 8 de diciembre de 1927, cuando le ganó a Johnny Cruz por decisión, en La Habana. Sus primeros 14 retos, teniendo cinco victorias de nocaut. 
En 1928, viajó a los Estados Unidos y empezó haciendo campaña en Nueva York. Ganó sus primeros nueve retos, cinco por el nocaut. La única persona que pudo escapar del ring sin una derrota contra Kid durante ese palmo fue Joey Scalfaro.
En 1929 empezó a reconocerse su nombre al entablar combates con figuras ya importantes. Tuvo 23 victorias continuado así invicto. También empezó a encontrarse a los buenos pugilistas, y entre ellos el campeón del mundo anterior Fidel LaBarba, pegados por una decisión en diez. También al futuro campeón del mundo Al Singer, por una decisión en diez igual, y además a Graham Espeso, Vic Burrone y Gregorio Vidal, a todos derrotó. 
En 1930, ganó dos veces de nuevo a Vic Burrone, como la parte de sus primeros siete retos. Fue entonces, cuando se enfrentó con Jackie Kid Berg, un inglés de 27 años, quien se llevó el registro invicto de Kid Chocolate pegándolo en diez rondas. Después de tres luchas más que producían dos primero el nocaut redondo, gana y una pérdida de decisión en un diez rematch redondos con LaBarba. Ya para estos tiempos Chocolate, amante de la vida nocturna, de las noches de parranda y de las mujeres hermosas padecía de la enfermedad que se descubriría años más tarde y que aceleraría el declive de su carrera. 
Empezó 1931 ganando cuatro combates seguidos, después de subir en el peso a la división. Entonces, el 15 de julio de ese año ganó el título de campeón mundial al derrotar a Benny Bass, en Filadelfia, tras siete asaltos para adueñarse así el título. Ese año perdió solamente ante Tony Canzoneri en un combate sin igual ante 19.000 aficionados.
Empezó 1932 ganando sus primeras ocho peleas, incluso una defensa del título mundial en La Habana contra Davie Abad. Entonces, enfrentó nuevamente a Berg en un rematch, perdiendo de nuevo. Participó en siete combates más, alcanzando en éstos los títulos Peso ligero junior y Peso gallo, el noquear a Benny Bass y a Lew Feldman respectivamente. 
Kid retuvo su título del mundo, incluso una tercera pelea con La Barba, dos veces antes de abandonarlo mientras en el medio de una gira de boxeo por Europa que lo llevó a Madrid, Barcelona y París. Ganó todos sus combates en esa gira. Pero sufrió un severo retroceso el 24 de noviembre cuando fue derrotado en el segundo round por Tony Canzoneri al volver a América, entonces perdió su título mundial de Ligero, ante Frankie Klick un mes después, en Filadelfia. 
Su carrera estaba en declive, se descubre oficialmente que padecía de sífilis, pero todavía estaba ganando, en 1934 ganó 47 de sus próximos 50 combates hasta que se retirara finalmente en 1938.
Durante toda su carrera boxística que duró diez años (1929-1939), Kid Chocolate tuvo 136 victorias; de ellos ganó 51 veces por nocaut, solo perdió 10, entabló 6. Únicamente resultó noqueado por dos oponentes. Solía decir “El boxeo soy yo”.

## Legado
Actualmente su nombre está en el “Salón de la Fama Internacional del Boxeo” junto a Bass, Berg y Canzoneri. Kid Chocolate era un artista del ring, que aprendió sus lecciones de los grandes boxeadores de la historia y pasó en esas lecciones otros hombres como Sugar Ray Robinson. Fue un luchador relumbrante con una velocidad y habilidad fantástica. Un estudiante de boxeo podría aprender mucho estudiándolo. Está considerado entre los mejores 10 pesos pluma de todos los tiempos.